# Нева (шлюп)
«Нева» (1802—1813) — русский трёхмачтовый парусный шлюп, под командованием Ю. Ф. Лисянского участвовавший в первом русском кругосветном плавании, вместе со шлюпом «Надежда», которым командовал И. Ф. Крузенштерн.

## Приобретение судна
Осенью 1802 года Морское министерство командировало капитан-лейтенанта Лисянского вместе с корабельным мастером Разумовым в Англию для закупки для экспедиции двух шлюпов и части снаряжения. Выбор пал на 16-пушечный шлюп «Леандр» водоизмещением в 450 тонн и 14-пушечный шлюп «Темза» водоизмещением в 370 тонн. «Темза» была переименована в «Неву».

## Кругосветная экспедиция
Экспедиция вышла в поход из Кронштадта 26 июля (7 августа) 1803 года, имея на борту 48 человек. 14 (26) ноября 1803 года шлюпы впервые в истории русского флота пересекли экватор. В Кронштадт «Нева» вернулась 24 июля (5 августа) 1806 года.

## Второе плавание
В июне 1807 года шлюп первым из русских кораблей посетил Австралию. В память об этом событии в 1957 году Австралийское военно-историческое общество (англ. Military Historical Society of Australia) выпустило памятную медаль, приуроченную к 150-летию первого визита российских моряков в Австралию.

## Последнее плавание
24 августа 1812 года шлюп с экипажем из 90 человек (по другим данным — 75) и грузом пушнины отплыл из Охотска. Переход выдался трудным, корабль изрядно потрепали штормы, часть экипажа умерла от цинги. Экипаж принял решение плыть к Ново-Архангельску, однако не доплыв до пункта назначения всего нескольких километров, шлюп в штормовую погоду в ночь на 9 января 1813 года налетел на скалы и потерпел крушение у острова Крузова. Погибла большая часть людей, находившихся на борту корабля во главе с его командиром штурманом Калининым, боцман и штурманский ученик из экипажа, семья одного из офицеров, чиновник Русско-Американской компании, 27 промысловиков, 4 женщины. При крушении шлюпа погиб, хотя и доплыл до берега русский учёный Т. С. Борноволоков. От экипажа осталось 28 человек, которым удалось вплавь достичь берега и переждать зиму 1813 года. Исследования археологов 2015 года показали, что выжившие моряки проявляли недюжинную смекалку, стараясь выжить в суровых условиях арктической Аляски среди индейцев-тлинкитов. В ход шли обломки судна и медные предметы, из которых изготавливались иглы, рыболовные крючки и пули для ружей. Спустя месяц к 26 оставшимся в живых подоспела помощь.

## Память

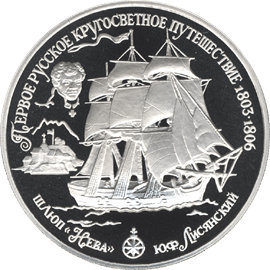
Монета со шлюпом «Нева»

- «Риф Невы» (англ. Neva Shoals, отмель Невы) — риф, на котором «Нева» села на мель у острова Лисянского в Тихом океане, был назван в честь корабля в 1805 году.
- В 1993 году Банк России выпустил серию памятных монет с изображением корабля — «Первое русское кругосветное путешествие».
- В 1998 году Почта России выпустила почтовую марку с изображением шлюпа «Нева».